# Ed Begley
Edward James Begley (Hartford, Connecticut, 25 de marzo de 1901 - Hollywood (Los Ángeles), California, 28 de abril de 1970) fue un actor estadounidense.

## Biografía
Begley nació en Hartford (Connecticut). Inició su carrera como un actor de radio durante su adolescencia. Más tarde pasó a actuar en Broadway. Su trabajo radiofónico incluye actuaciones en Charlie Chan y Stroke of Fate. También participó en el programa radial Richard Diamond, Private Detective, interpretando al teniente Walter Levinson. A finales de los años 1940, empezó a realizar papeles menores en filmes.
Ganó el Óscar al mejor actor de reparto por su actuación en Sweet Bird of Youth. Otros de sus filmes notables son 12 Angry Men y The Unsinkable Molly Brown. Begley también trabajó en televisión, apareciendo como actor invitado en series como Bonanza y El Gran Chaparral.
Begley estuvo casado en tres ocasiones. Fue el padre del actor y activista ecológico Ed Begley, Jr.
Murió de un ataque cardíaco en Hollywood (California). Fue enterrado en el San Fernando Mission Cemetery en Mission Hills (California).

## Filmografía
- Boomerang! (1947)
- The Web (1947)
- Cuerpo y alma (1947)
- Sitting Pretty (1948)
- The Street with No Name (1948)
- Deep Waters (1948)
- Sorry, Wrong Number (1948)
- Tulsa (1949)
- It Happens Every Spring (1949)
- The Great Gatsby (1949)
- Dark City (1950)
- Wyoming Mail (1950)
- Convicted (1950)
- Saddle Tramp (1950)
- Backfire (1950)
- Stars in My Crown (1950)
- You're in the Navy Now (1951)
- The Lady from Texas (1951)
- Boots Malone (1952)
- Lone Star (película de 1952) (1952)
- La casa en la sombra (1952)
- Deadline - U.S.A. (1952)
- The Turning Point (1952)
- Patterns (1956)
- 12 Angry Men (1957)
- Odds Against Tomorrow (1959)
- The Green Helmet (1961)
- Sweet Bird of Youth (1962)
- The Unsinkable Molly Brown (1964)
- The Oscar (1966)
- Bonanza (1966) S08E03
- Billion Dollar Brain (1967)
- Do Not Fold, Staple, Spindle, or Mutilate (1967)
- Warning Shot (1967)
- The Violent Enemy (1967)
- A Time to Sing (1968)
- Wild in the Streets (1968)
- Hang 'Em High (1968)
- Firecreek (1968)
- The Monitors (1969)
- The Dunwich Horror (1970)
- Road to Salina (1970)

## Premios y nominaciones
Premios Óscar
| Año  | Categoría              | Trabajo nominado         | Resultado |
| ---- | ---------------------- | ------------------------ | --------- |
| 1963 | Mejor actor de reparto | Dulce pájaro de juventud | Ganador   |